# Soumâa
Soumâa é uma localidade da Cabília localizado na comuna de Thénia no norte da Argélia.

## Localização
A aldeia é cercada pelo rio Meraldene e pelo rio Isser, e também pela cidade de Thenia na cordilheira de Khachna.

## Pessoas notáveis
- Círia[5]
- Dio[6]
- Firmo[7]
- Gildão[8]
- Mascezel[9]
- Mazuca[10]
- Nubel[11]
- Samaco

## Património
- Cidadela do Rei Nubel[12]
- Zawiyet Sidi Boushaki[13]